# Боигас, Ориоль
Ориоль Боигас-и-Гвардиола (20 декабря 1925, Барселона — 30 ноября 2021, Барселона) — испанский архитектор и градостроитель, известный своей работой по модернизации Барселоны.

## Ранняя жизнь
Боигас родился в Барселоне, Испания, 20 декабря 1925 года в каталонской буржуазной семье. Его отцом был филолог Пере Боигас-и-Балагер, который учился в Институте Эскола де ла Женералитат. Во время гражданской войны он переехал в Олот, провинция Жирона, где продолжил обучение в средней школе.
Боигас окончил архитектурный факультет в 1951 году в Высшей технической школе архитектуры Барселоны, где в 1963 году получил звание доктора архитектуры.

## Карьера

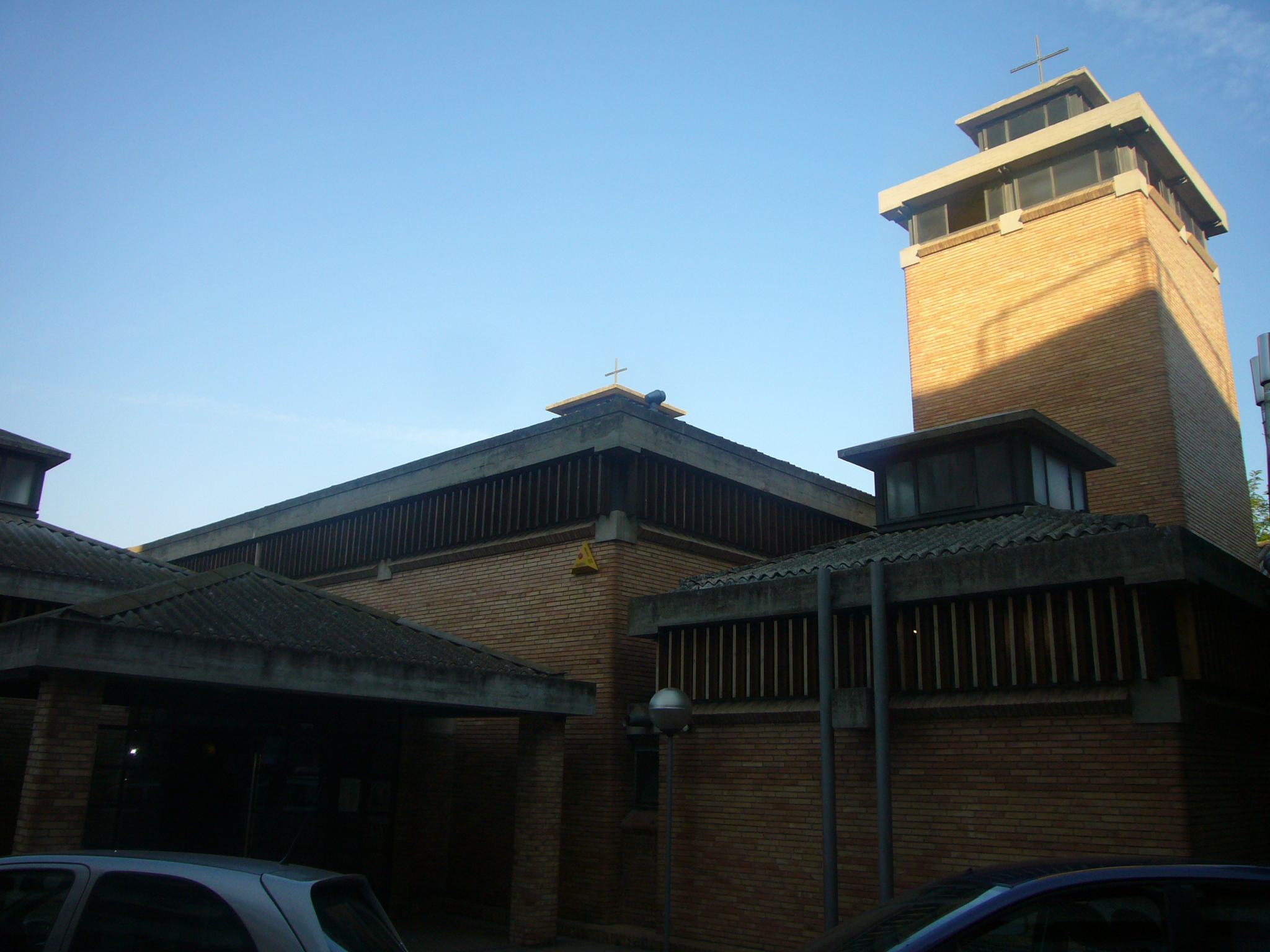
Церковь Святого Семейства в Игуаладе (1965—1969)

Уже в 20 лет Боигас был критиком архитектуры своего города и сторонником современности. В 1950 году группа «Grup d’Arquitectes i Tècnics Catalans per al Progrés de l’Arquitectura Contemporània», к которой он принадлежал, была осуждена, поскольку цензура сочла современную архитектуру «левосепаратистской». В январе следующего года в еженедельнике Destino он выступил с резкой критикой франкистской архитектуры и основал группу современных архитекторов «Grupo R».
В начале 1960-х годов Боигас основал фирму MBM Arquitectes вместе с Дэвидом Маккеем и Жозепом Марторелем, и опубликовал свою первую книгу «Barcelona entre el Pla Cerdà i el barraquisme» («Барселона между площадью Серда и трущобами»). В 1964 году он стал профессором Высшей технической школы архитектуры Барселоны, а в 1977 году был избран её директором и занимал эту должность до 1980 года. Он был членом политического течения прогрессивного каталонизма и gauche divine, которая объединила прогрессивную, интеллектуальную и антифранковскую буржуазию.
Во время первого демократического мандата городского совета Барселоны в 1980 году Боигас был назначен делегатом по городскому планированию при мэре Нарсисе Серра, эту должность он занимал до 1984 года. Он способствовал преобразованию города в соответствии со своим принципом «монументализация периферии и функционализация центра»; кварталы будут оснащены удобствами и инфраструктурой, а центр города будет отдан под услуги и магазины, с государственными школами". Выйдя из состава делегации, он продолжал заниматься городским планированием из своего частного профессионального офиса. На местных выборах 1991 года он присоединился к Партии социалистов Каталонии в качестве независимого кандидата. После избрания мэр города, Паскуаль Марагаль назначил его главой департамента культуры с полномочиями по обеспечению города крупной культурной инфраструктурой. 5 апреля 1994 года Ориоль Боигас подал в отставку из-за постоянных отсрочек его культурных проектов, вызванных послеолимпийским экономическим кризисом в городе.
Самой важной работой Боигаса как градостроителя была модернизация Барселоны к летним Олимпийским играм 1992 года. Вместе с партнёрами по бюро он разработал проект «La Vila Olímpica del Poblenou», который, построенный на территории промышленного района Икария, позволил открыть город к морю благодаря устройству садов, площадей и пешеходных дорожек. Он также спроектировал «Олимпийский порт». В этот период он спроектировал такие здания, как Музей дизайна в Барселоне. Для выставки в Севилье в 92 году он спроектировал «Павильон будущего».
Архитектурный стиль Боигаса перешёл от новесентизма к нео-рационализму, а вдохновение для идеального города он черпал как у Ле Корбюзье и Людвига Мис ван дер Роэ, так и у Жозепа Ллуиса Серта и республиканской Каталонии, что позволило считать его отцом современной и олимпийской Барселоны.
Боигас также был менеджером в области культуры. С 1975 по 1999 год он возглавлял компанию Ediciones 62, которую он помог основать, с 1981 по 1988 год руководил Фондом Жоана Миро, а с 2003 по 2011 год был президентом Ateneu Barcelonès.

## Личная жизнь
В 1970-х годах он женился на архитекторе Бет Гали, которая была его партнёром по офису, с которой у него родилось пятеро детей. Его сын Жозеп также является архитектором.
Придерживаясь прогрессивной и республиканской политической идеологии, во время проблемы суверенитета Каталонии в 2010-х годах он заявил о своей поддержке независимости и подписал манифест в пользу проведения консультаций по вопросу о праве каталонцев на самоопределение.
Страдая от болезни Паркинсона с 2015 года, Боигас умер 30 ноября 2021 года в возрасте 95 лет в своём доме в Барселоне.

## Награды
Некоторые из наград Боигаса:
- Золотая медаль города Барселоны за художественные заслуги (1986)
- Медаль за урбанизм Академии архитектуры (1988)
- Премия Sikkens (1989)
- Золотая медаль архитектуры от CSCAE (1990)
- Creu de Sant Jordi (1991)
- Премия города Барселоны «Международная проекция» (1999)
- Золотая медаль от Официальной коллегии архитекторов Каталонии (2007)
- Национальная премия в области архитектуры (2006)
- Национальная премия в области культуры (2011)
- Золотая медаль Женералитата Каталонии (2013)

## Архитектурные работы

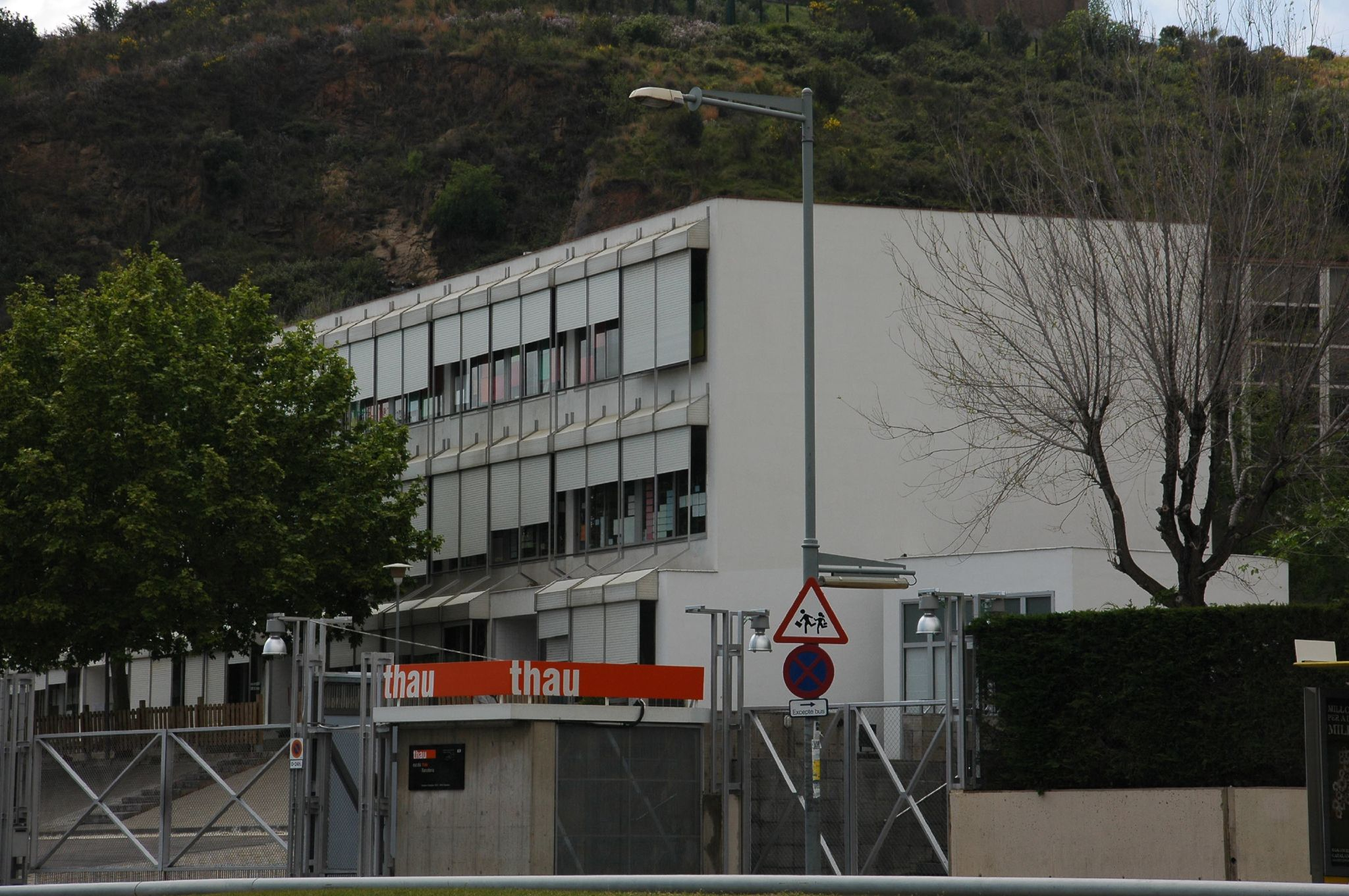
Школа Тау в Барселоне, работа Ориоля Боигаса.

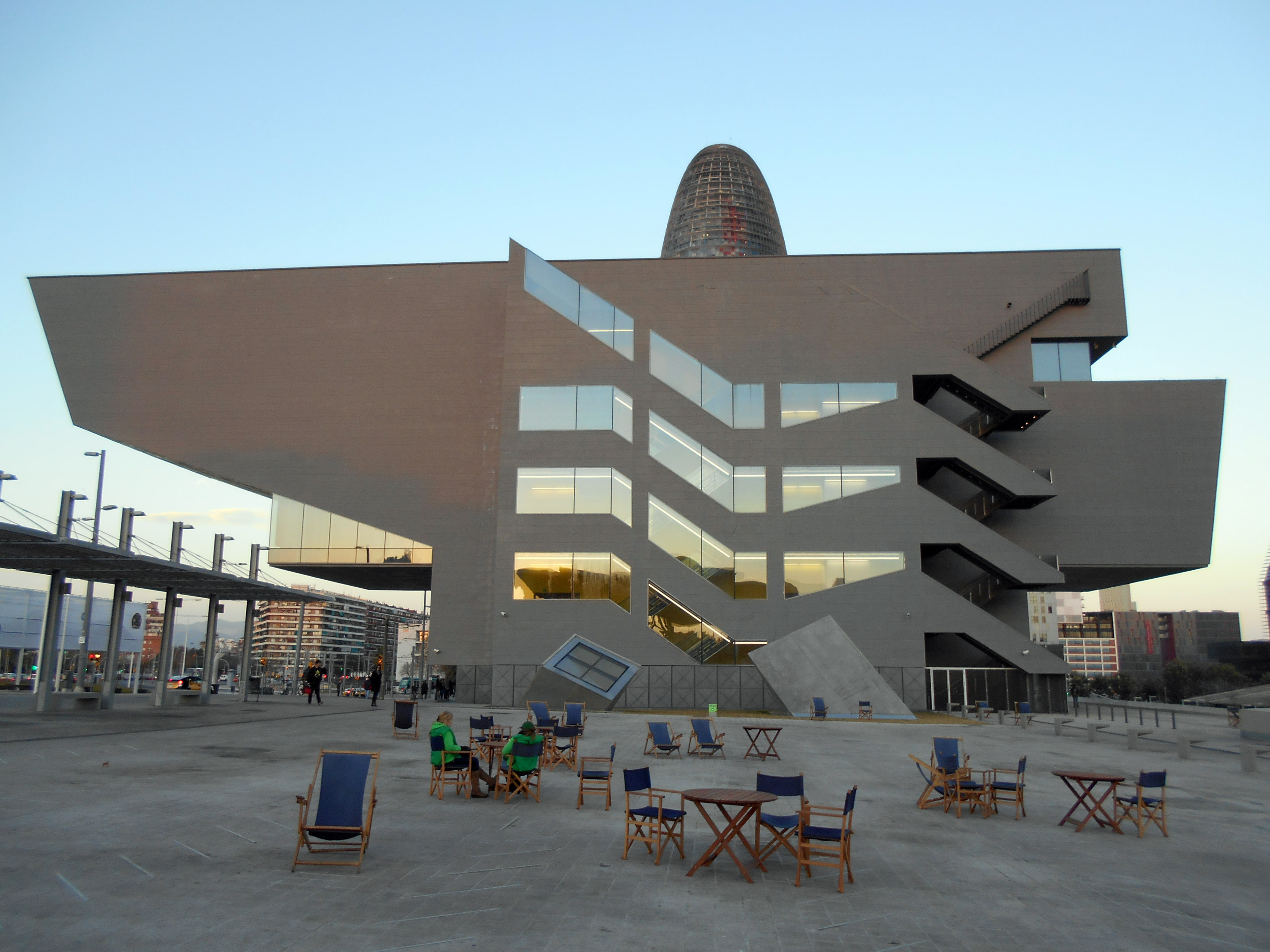
Здание Disseny Hub (2008-2013).

Наиболее известными работами Боигаса являются:
- Escola Thau Barcelona (Школа Тау в Барселоне) (1974)
- La Vila Olímpica del Poblenou и Олимпийский порт (1992)
- «Pabellón del Futuro» Севильской выставки '92 (1992)
- Дворец Ноу де Ла Рамбла, Барселона (1993)
- Университет Помпеу Фабра (2001)
- Здание офиса профсоюза UGT, Барселона (2002—2008)
- Университет Tecnocampus в Матаро (2004—2011)
- Расширение здания El Corte Inglés на площади Каталонии (2004)
- Столичный вокзал Лисеу, Барселона (2005—2008)
- Аудитория и зал Гауди в здании Ла Педрера от Гауди, Барселона (2005—2008)
- Центральный полицейский участок на площади Испании, Барселона (2005—2010)
- Белая башня на площади Европы. Оспиталет-дель-Льобрегат (2006—2010)
- La casa dels Xuklis в Барселоне (2006—2011)
- Офисное здание для редакции RBA, Барселона (2007—2011)
- Disseny HUB в Барселоне (2001—2003)
- Преобразование территории вокруг вокзала в Парме (Италия) (2001—2015)

## Книги
Среди прочего он опубликовал следующие книги:
- Els altis i baixos de l’arquitectura catalana (1961)[18]
- Momentos estelares de la arquitectura (1961)[19]
- Barcelona entre el plà Cerdà i el barraquisme (1963)[10]
- La arquitectura moderna (1967)[20]
- Contra una arquitectura adjetivada (1969)[21]
- Polèmica d’arquitectura catalana (1970)[22]
- Arquitectura española de la Segunda República (1970)[23]
- Proceso y erótica del Diseño (1972)[24]
- Once arquitectos (1976)[25]
- Historia de las tipologías arquitectónicas (1979)[26]
- Reconstrucció de Barcelona (1985)[27]
- Combat d’incerteses. Dietari de records I (1989)[28]
- Quatre maneres de fer arquitectura (1990)[29]
- Dit o fet. Dietari de records II (1992)[30]
- Barcelona olímpica: ciudad renovada (1992)[31]
- El present des del futur (1996)[32]
- Contra la incontinencia urbana. Reconsideración moral de la arquitectura y la ciudad (2004)[33]
- Passar Comptes. Dietari de records III (2012)[34]